# Exosporium megaspermum
Exosporium megaspermum är en svampart som först beskrevs av Karel Bernard Boedijn, och fick sitt nu gällande namn av Rifai 1975. Exosporium megaspermum ingår i släktet Exosporium, divisionen sporsäcksvampar och riket svampar.   Inga underarter finns listade i Catalogue of Life.